# Frontera entre Arabia Saudita y Baréin
La frontera entre Arabia Saudita y Baréin es una frontera internacional que separa Arabia Saudita al oeste y Baréin al este. Está situada dentro del golfo de Baréin, en el golfo Pérsico. 
Se trata de una frontera íntegramente marítima, excepto por un istmo que separa en dos una isla artificial conocida como la isla del Pasaporte (26°11′03″N 50°19′29″E / 26.184248, 50.3248501) que sirve de paso de aduana a la Calzada del rey Fahd, una sucesión de puentes entre ambos países.